# Solonți, Iuriivka
Solonți (în ucraineană Солонці) este un sat în comuna Oleksandrivka din raionul Iuriivka, regiunea Dnipropetrovsk, Ucraina.